# Nonchalanté contre-attaque
Pour plus de détails, voir Fiche technique et Distribution.
Nonchalanté contre-attaque (Mexican Boarders) est un court métrage américain Looney Tunes de 1962 réalisé par Friz Freleng et Hawley Pratt, mettant en scène Speedy Gonzales et Grosso Mineto.